# Sitio Prado
Sitio Prado è un comune (corregimiento) della Repubblica di Panama situato nel distretto di Müna, comarca di Ngäbe-Buglé. Si estende su una superficie di 105,5 km² e conta una popolazione di 3.478 abitanti (censimento 2010).